# Férfi kenu egyes 10 000 méter az 1952. évi nyári olimpiai játékokon
Az 1952. évi nyári olimpiai játékokon a kajak-kenu férfi kenu egyes 10 000 méteres versenyszámát július 27-én rendezték Taivallahti-ben.

## Eredmények

### Döntő
| Helyezés | Név             | Nemzet                 | Idő       | Mj |
| -------- | --------------- | ---------------------- | --------- | -- |
| Arany    | Frank Havens    | Egyesült Államok (USA) | 57:41,1   |    |
| Ezüst    | Novák Gábor     | Magyarország (HUN)     | 57:49,2   |    |
| Bronz    | Alfréd Jindra   | Csehszlovákia (TCH)    | 57:53,1   |    |
| 4.       | Bengt Backlund  | Svédország (SWE)       | 59:02,8   |    |
| 5.       | Norman Lane     | Kanada (CAN)           | 59:26,4   |    |
| 6.       | Jarl Fagerström | Finnország (FIN)       | 59:45,9   |    |
| 7.       | Franz Johannsen | Németország (GER)      | 1:00:26,5 |    |
| 8.       | Robert Boutigny | Franciaország (FRA)    | 1:01:15,2 |    |
| 9.       | Gerald Marchand | Nagy-Britannia (GBR)   | 1:02:21,7 |    |
| 10.      | Pavel Harin     | Szovjetunió (URS)      | 1:03:03,2 |    |